# NHK足助西テレビ中継局
NHK足助西テレビ中継局（エヌエイチケイあすけにしテレビちゅうけいきょく）は、かつて愛知県豊田市にあったNHK名古屋放送局の地上アナログテレビ中継局である。2011年7月24日のアナログ放送終了とともに廃止された。

## 中継局概要
| チャンネル 番号 | 放送局名       | 空中線電力        | ERP                 | 放送対象 地域 | 放送区域 内世帯数 | 偏波面   | 運用開始日     |
| --------------- | -------------- | ----------------- | ------------------- | ------------- | ----------------- | -------- | -------------- |
| 50              | NHK 名古屋教育 | 映像1W/ 音声250mW | 映像4.6W/ 音声1.15W | 全国          | 約-世帯           | 水平偏波 | 1977年 7月29日 |
| 52              | NHK 名古屋総合 | 映像1W/ 音声250mW | 映像4.6W/ 音声1.15W | 愛知県        | 約-世帯           | 水平偏波 | 1977年 7月29日 |

## 所在地
- 豊田市岩神町の足助警察署南方高地

## 放送エリアなど
- 名古屋本局からの電波が届きにくい豊田市の旧足助町南西部をカバーしていた。
- なお、在名民放局は当地に中継局を置いておらず、周辺の局を受信していた。